# 火山性ガラス質複層板
火山性ガラス質複層板（かざんせいがらすしつふくそうばん、英: Volcanic silicates fiber reinforced multi-layer board、VSボード）は、建築で使う非木質ボードのひとつで、耐震性・耐火性・耐風性・耐久性の高いボードである。火山性ガラス質複層板は、主に木造建築物の、外壁下地材又は内壁下地材として用いられる。火山性ガラス質複層板は、日本工業規格 (JIS A 5440) で定められている。
火山性ガラス質複層板を使って耐力壁を作ることにより、耐震性・耐火性・耐風性・耐久性を高めることができる。また、副次的な効果として、気密性や防音性を高めることができる。構造用合板では確保できない耐火性や耐久性が確保できるため、木造軸組工法の建築物の外壁下地で、構造用合板の代わりに用いられることが多い。

## 特徴
- 構造用合板や他のボード類に比べ、価格が高い。
- 面内せん断に対しては抵抗力が高いが、曲げや引張りなどに対する抵抗力は構造用合板に比べ低い。このため、耐力壁としての壁下地材に最適であるが、曲げ荷重のかかる床下地材には適さない。
- 構造用合板に比べ、釘の保持力が低く、釘穴がゆるんだり、釘頭がめりこんだりしやすい。そのため、耐震性は高いものの、構造用合板ほどの高い耐震性は期待できない。
- 構造用合板と同じ程度の重さであり、木毛セメント板に比べ、軽量である。
- 構造用合板に比べ透湿性能が優れており、壁の中に入り込んだ湿気を積極的に屋外に排出し、結露を防ぐ効果がある。
- 木製ではないので火に強い。このため、外壁の外側にモルタルを塗ったり、窯業系のサイディングを取り付けたりすることにより、さらに高い防火性を確保できる。また、防火上の観点から、内壁下地や天井下地での使用も好のましく、石膏ボードの代わりに用いられることもある。
- 木製ではないので水に強く、濡れても腐らない。ただし、水分を吸収させてしまうことは好ましくなく、透湿防水シートなどを用いて水に濡れないようにする必要がある。
- 木製ではないので白蟻に強い。このため、防蟻処理は必要ない。
- 原材料としては、火山性ガラス質材料と鉱物繊維が主である。

## 分類

### 寸法
厚さは主に、9mm、12mm、18mm、25mmなどがある。壁下地には、9mmや12mmのものが用いられる。屋根下地には、18mmや25mmのものが用いられる。
サイズは主に、910mm×1820mm、910mm×2440mm、910×2730mm、910mm×3030mmなどがある。屋根下地には、910mm×1820mmのものを千鳥に並べて使う。壁下地には、木造軸組工法の場合は主に910mm×2730mmのものを、枠組壁工法の場合は主に910mm×2440mmのものを、縦長に使う。

## 使用上の注意
火山性ガラス質複層板を用いた作業（特に切断）をすると、口の中に砂が入ったようになる、目が痛くなる、手が痒くなる、という症状が出やすい。長袖およびゴーグルおよびマスクの使用を勧める。